# 응답하라 20세기
《응답하라 20세기》는 올댓뮤직에서 방송되는 가요 전문 논스톱 BGM 라디오 프로그램이다.

## 같이 보기
- 올댓뮤직